# Frederick Orpen Bower
Pour les articles homonymes, voir Bower.
Frederick Orpen Bower est un botaniste britannique, né le 4 novembre 1855 à Ripon et mort le 11 avril 1948 dans cette même ville.

## Biographie
Il est le fils d’Abrahma Bower et de Cornelia née Morris, et le neveu de Francis Orpen Morris. Il est diplômé, en 1877, au Trinity College de Cambridge. Il étudie en 1877-1878 auprès de Julius von Sachs (1832-1897) à Wurtzbourg, en 1879 auprès de Heinrich Anton de Bary (1831-1888) à l'université de Strasbourg.
Il enseigne la botanique au Christ's College à Cambridge en 1877 puis à Kensington en 1882. Il devient chercheur au laboratoire Jordrell aux Jardins botaniques royaux de Kew. Il obtient la chaire royale de botanique à l’université de Glasgow en 1885, fonction qu’il conserve jusqu’en 1925.
Il reçoit plusieurs distinctions comme le prix Neille attribué en 1926 par la Royal Society of Edinburgh (société qu’il préside de 1919 à 1924) et la médaille Darwin en 1938. Il devient membre de la Royal Society en 1891 en reçoit la Royal Medal en 1910. Il reçoit également la médaille linnéenne en 1909.
Bower est notamment l’auteur de The Origin of a Land Flora (1908), The Botany of a Living Plant (1919), Sixty years of Botany in Britain (1938). Il s’intéresse aux végétaux inférieurs comme les ptéridophytes.